# لی‌لی هولوندر
لی‌لی هولوندر (آلمانی: Lilli Hollunder؛ زادهٔ ۵ مه ۱۹۸۶) بازیگر اهل آلمان است. وی از سال ۲۰۰۲ میلادی تاکنون مشغول فعالیت بوده‌است.
از فیلم‌ها یا مجموعه‌های تلویزیونی که وی در آن‌ها نقش داشته‌است، می‌توان به عشق ممنوعه، هشدار برای کبرا ۱۱ و پاسگاه اشاره نمود.